# Bâtiment du tribunal municipal de Vranje
Le bâtiment du tribunal municipal à Vranje (en serbe cyrillique : Зграда Општинског суда у Врању ; en serbe latin : Zgrada Opštinskog suda u Vranju) se trouve à Vranje, dans le district de Pčinja, en Serbie. Il est inscrit sur la liste des monuments culturels protégés de la république de Serbie (identifiant no SK 1933),.

## Présentation

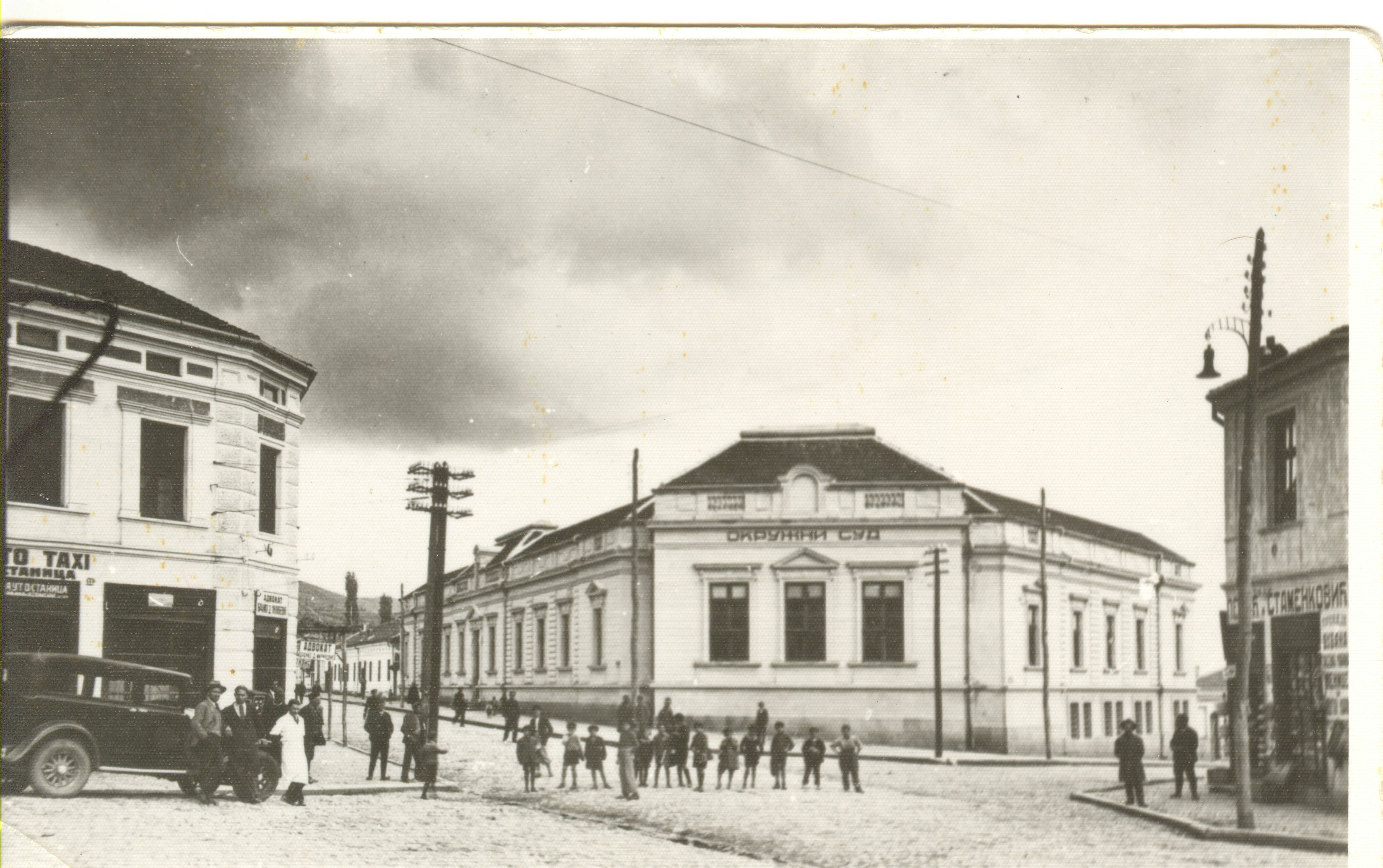
Le bâtiment sur une carte postale du début du XXe siècle.

Le bâtiment, situé à l'angle des rues Matije Gubca, Narodnog heroja et Kralja Milana, a été construit en 1907 selon un projet de l'architecte Svetozar Jovanović pour abriter le tribunal de district de la ville ; il est caractéristique de l'architecture éclectique.
Il a été conçu comme un bâtiment constitué d'un simple rez-de-chaussée, avec des ailes asymétriques par rapport à l'angle ; après la Seconde Guerre mondiale, un étage lui a été ajouté. L'architecture extérieure est dominée par les influences du style néo-Renaissance, qui se reflètent dans les proportions de l'extérieur et dans la décoration de la façade avec des corniches, des tympans triangulaires et des balustres aveugles sur les attiques du toit. Après l'adjonction de l'étage, l'entrée principale a été déplacée dans la façade d'angle où se trouvent également le vestibule et la cage d'escalier, contrairement au projet d'origine.

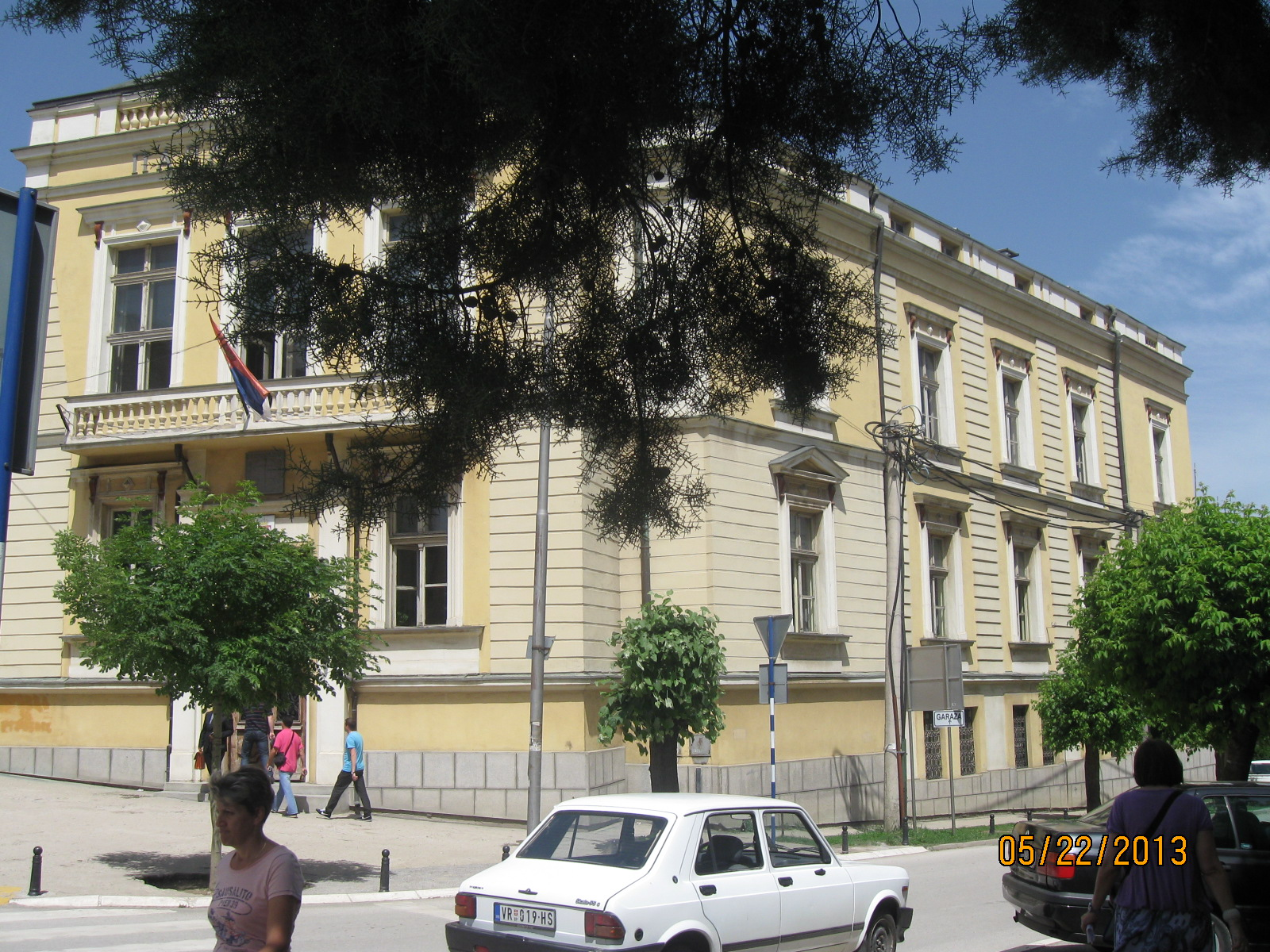
Autre vue du bâtiment.